# Haunani-Kay Trask
Haunani-Kay Trask (3 de outubro de 1949 - 3 de julho de 2021) foi uma ativista havaiana, educadora, escritora e poeta. 
Atuou como líder do movimento pela soberania havaiana e foi uma professora emérita na Universidade do Havaí em Manoa. Fundou o Centro Kamakakūokalani para Estudos havaianos na Universidade do Havaí em Manoa, e serviu como sua diretora por quase uma década.

## Biografia

### Juventude
Filha de Haunani e Bernard Trask, descende da linhagem Pi'ilani de Maui e da linhagem Kahakumakaliua de Kaua'i. Nasceu em São Francisco, Califórnia, e cresceu no lado Ko'olau [en] da ilha de Oahu, Havaí.
Formou-se nas Escolas Kamehameha [en] em 1967 e frequentou a Universidade de Chicago, mas logo transferiu-se para a Universidade de Wisconsin-Madison, onde completou seu bacharelado em 1972. Na mesma universidade, obteve mestrado em 1975 e um Ph.D. em ciências políticas em 1981. Sua dissertação foi transformada em um livro, Eros and Power: The Promise of Feminist Theory, publicado pela Editora da Universidade de Pennsylvania [en] em 1986.

### Carreira
Haunani-Kay Trask esteve entre os fundadores do Centro Kamakakūokalani para Estudos do Havaí na Universidade do Havaí em Manoa. Atuou como sua diretora por quase uma década e foi um de seus primeiros membros. Durante seu tempo na universidade, ajudou a garantir a construção do Centro Kamakakūokalani para Estudos do Havaí do  Fladys Brandt, que viria a se tornar o centro permanente para estudos do tema na Universidade do Havaí. Em 2010, Trask se aposentou se dua posição como diretora, mas continuou a ensinar sobre os movimentos políticos da população nativa no Havaí e o Pacífico; a literatura e atuação política das mulheres que vivem nas ilhas; a história e política do Havaí; e história indígena dos países de terceiro mundo e política, como professora emérita.
Começando em 1986, Trask apresentou a produziu First Friday, um programa mensal de televisão pública que acentuava as questões políticas e culturais da população havaiana. Trask co-escreveu e co-produziu o documentário premiado Act of War: The Overthrow of the Hawaiian Nation de 1993. Ela escreveu o livro From a Native Daughter: Colonialism and Sovereignty in Hawaiʻi, descrito por Cynthia G. Franklin [en] e Laura E. Lyons como um "texto fundador" sobre direitos indígenas. Trask publicou dois livros e poesia: Light in the Crevice Never Seen (1994) e Night Is a Sharkskin Drum (2002). Ela também desenvolveu o CD We Are Not Happy Natives (2002), sobre o movimento de soberania do Havaí.
Trask representou a população nativa do Havaí no Grupo de Trabalho sobre Populações Indígenas em Geneva e em 2001 viajou para a África do Sul com o objetivo de participar na "Conferência Global contra o Racismo, Discriminação Étnica, Xenofobia e Intolerâncias Relacionadas" das Nações Unidas.
Em março de 2017 a Hawaiʻi Magazine a reconheceu como uma das mulheres mais influentes na história do Havaí.
Em setembro de 2021 o Departamento de Filosofia da Universidade do Havaí em Mānoa emitiu um pedido de perdão póstumo para Task revido aos ataques que ela recebeu dos pesquisadores de Mānoa no passado.

## Visões políticas
Durante seu tempo de estudos em Chicago, Trask aprendeou sobre e tornou-se uma apoiadora ativa do Partido dos Panteras Negras. Enquanto estudava na Universidade de Wisconsin-Madison, ela também participou nos protestos estudantis contra a Guerra do Vietnam. Graças à estas experiências, Trask escreveu que quando estuvana na Universidade de Wisconsin-Madison, ela começou a desenvolver teorias sobre como o capitalismo e o racismo se apoiavam entre si. Enquanto estudava política na Universidade de Wisconsin-Madison, ela passou a realizar estudos feministas e passou a se considerar uma feminista.
Posteriormente em seu trabalho, ela passou a denunciar seu papel como uma "feminista" devido ao foco padrão nos estadunidenses e branquitude, com ela sendo mais alinhada com o feminismo transnacional [en]. "Agora que estou trabalhando entre meu povo, notei que existem limitações demais na teoria feminista. O feminismo que estudei era muito branco, muito estadunidense. Somente os problemas definidos por mulheres brancas 'feministas' possuiam discussões estruturadas. A linguagem delas envolvia a conversa de 'direitos' no Primeiro Mundo, aquele Iluminismo individualista que toma por garantido a primazia 'individual'. Por fim, mas de várias formas pior ainda, o estilo feminista era agressivamente estadunidense."
Trask se opunha ao turismo no Havaí [en] e a presença do Exército dos EUA nas ilhas. Em 2004, Trask se colocou contra a  en, que visava estabelecer um processo de reconhecimento para que os Nativos do Havaí ganhassem um reconhecimento feeral parecido com o recebidos por algumas tribos indígenas no Estados Unidos. Trask sentiu que esta lei não fazia justiça ao povo havaiano pois ela permitia que o Governo dos EUA continuasse a controlar a estrutura governamental, terras e recursos da população nativa sem reconhecer o Havaí como uma nação em si. Adicionalmente, ela explicou que a lei foi escrita ex patre e que as audiências foram evitadas para excluir a participação da comunidade nativa.
Em seu orbituário, o New York Times notou a pressão que ela fez pelo movimento de soberania e a citou: "Morreremos como Havaianos. Jamais seremos Estadunidenses."

## Vida pessoal
Seu parceiro de longa data foi o professor da Universidade do Havaí David Stannard [en]. Trask faleceu de câncer no dia 3 de julho de 2021.

## Família
Trask veio de uma família politicamente ativa. Mililani Trask [en], sua irmã mais nova, é uma líder do movimento de soberania. Seu avô paterno, David Trask Dr., foi presidente da comissão de serviço civil e da comissão de polícia em 1922; serviu como sheriff de Honolulu entre 1923-1926 e foi eleito como senador territorial de O'ahu em 1932. Ele foi um dos principais defensores que o Havaí se tornasse um estado. Seu tio, Arthur K. Trask, foi um advogado, um membro ativo do Partido Democrata e membro da Comissão Estatal entre 1944-1957. David Trask Jr., outro tio, foi chefe da Associação de Empregados Governamentais do Havaí.

## Obras

### Livros
- Eros and Power: The Promise of Feminist Theory (1986)[6][8]
- From a Native Daughter: Colonialism and Sovereignty in Hawaiʻi (1993)[10]

### Poesia
- Light in the Crevice Never Seen (1994)[10]
- Night Is a Sharkskin Drum (2002)[10]

### Outros
- Act of War: The Overthrow of the Hawaiian Nation (documentário, 1993)[10]
- Haunani-Kay Trask: We Are Not Happy Natives (CD, 2002)[10]